# Maisontiers
Maisontiers település Franciaországban, Deux-Sèvres megyében. Lakosainak száma 130 fő (2022. január 1.). Maisontiers Boussais, Amailloux, Chiché, Lageon, Louin és Airvault községekkel határos.

## Népesség
A település népességének változása:
| Lakosok száma | 171  | 161  | 164  | 154  | 147  | 141  | 137  | 133  | 130  |
|               | 2013 | 2015 | 2016 | 2017 | 2018 | 2019 | 2020 | 2021 | 2022 |